# Poggio alla Croce
Poggio alla Croce è un centro collinare posto sulla sommità del Chianti fiorentino tra la valle dell'Ema e il Valdarno superiore.
La particolare posizione geografica fa sì che la frazione sia divisa amministrativamente fra due comuni: Figline e Incisa Valdarno e Greve in Chianti.

## Geografia fisica

### Territorio
Posto sulla sommità di una delle ultime propaggini del Chianti fiorentino, a 521 metri sul livello del mare, tra la valle dell'Ema e il Valdarno superiore, si trova in una posizione aperta a nord fino all'Appennino pistoiese e a sud-est verso il Valdarno fino ad Arezzo. 
Il territorio è prevalentemente collinare alternando boschi a coltivazioni di ulivi e viti.

## Storia
Molte delle conoscenze di questa zona sono state ricostruite grazie al ritrovamento di antiche pergamene dell'abbazia di San Cassiano (1038-1130) attualmente conservate nell'Archivio di Stato di Firenze. 
Proprio in uno di questi documenti del 1038 si rintraccia per la prima volta il nome della località di Poggio alla Croce. La scrittura recita che: ”Martino figlio del fu Pietro e Boniza”, donano al monastero di Montescalari alcuni terreni situati al Fattoio e a Moriano, nel luogo detto alla “Cruce”. 
Questo agglomerato di case, oggi sede del paese, ha iniziato a svilupparsi proprio nel punto di trapasso tra le due valli contrassegnate da una croce visibile da entrambe le vallate. 
Da documenti rintracciati nell'Archivio Vescovile di Fiesole e del Bigallo di Firenze, si rileva la presenza di un ospedaletto con annesso oratorio. Intitolato ai SS. Simone il Cananeo e Giuda Taddeo, costituito da una sola stanza e un solo posto letto e alcuni appezzamenti di terreno probabilmente rappresentò un riferimento per i pellegrini e i viaggiatori dell'epoca, fino alla metà del XVI secolo. Di questo edificio, intorno al quale si sarebbe poi sviluppato il paese, si hanno notizie fino al 1436, quando fu riunito alla chiesa si S.Pietro al Terreno in località Brollo nel comune di Figline e Incisa Valdarno. 
Tra la fine dell'Ottocento e gli inizi del Novecento la vita di Poggio alla Croce si ricollega alla storia nazionale.
Nascono le prime forme associative, la politica fa il suo ingresso nella vita quotidiana. Con la fondazione della Società di Mutuo Soccorso il paese trova un nuovo punto di riferimento, che tra momenti di felice attività e periodi di abbandono arriverà fino ai nostri giorni. 
L'affermazione del nuovo modello di sviluppo industriale determina una trasformazione della vocazione agricola di questa zona. Le attività agricole a poco a poco cessano di essere al centro del reddito familiare, i poderi vengono abbandonati, come pure il lavoro dei boschi. La stessa coltivazione del giaggiolo, che aveva costituito una fonte di reddito fondamentale, diventando sempre meno competitiva sul mercato, viene a perdere la sua importanza.
In questi ultimi anni, con il maggior interesse verso il territorio e le comunità rurali, il Poggio sta conoscendo una ripresa economica, con il recupero di terreni agricoli e la nascita di agriturismi, accompagnata dal restauro delle vecchie case e dalla nascita di nuovi insediamenti abitativi.

## Galleria d'immagini

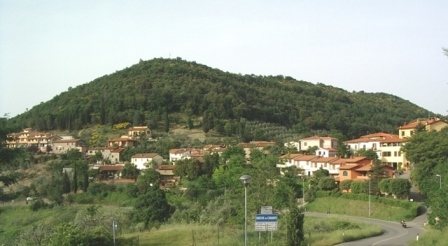
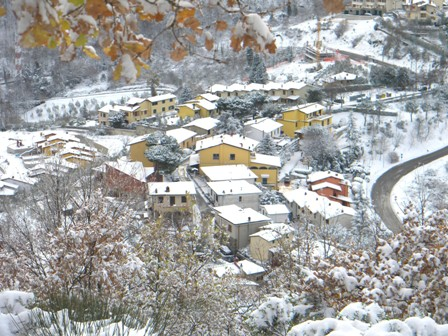
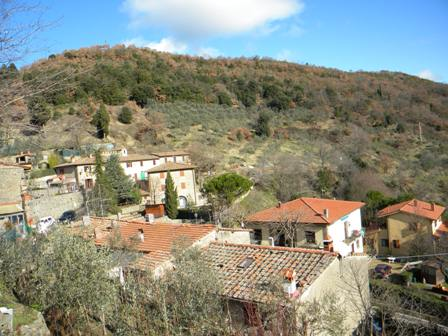
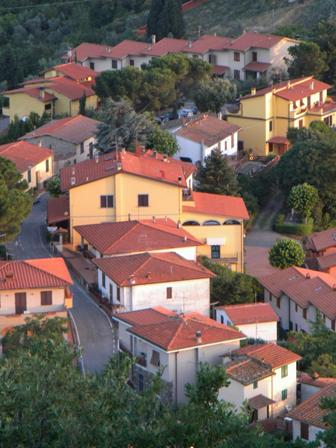
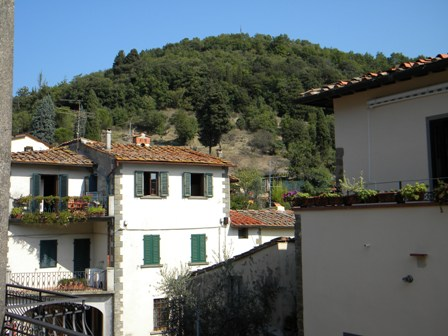
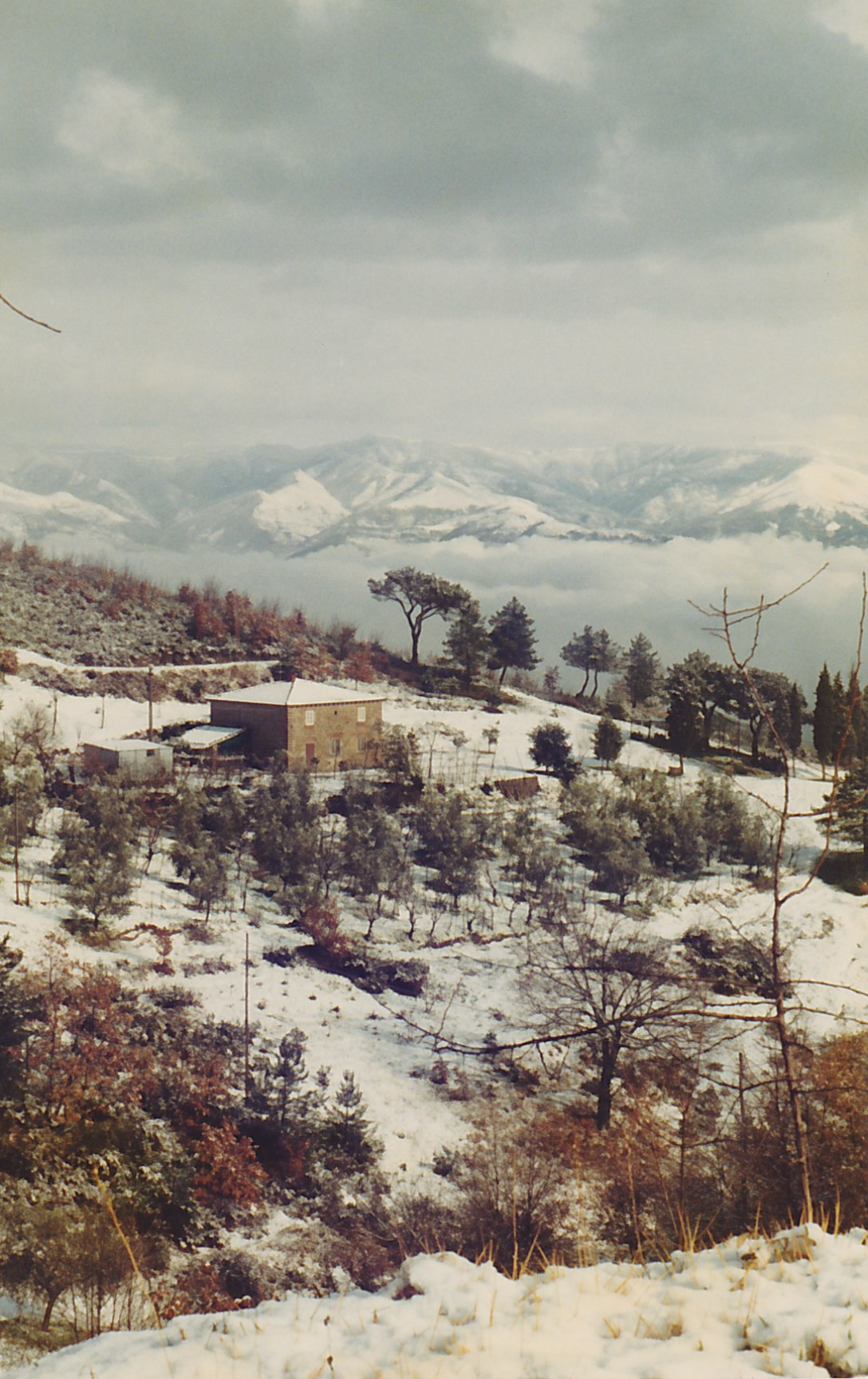
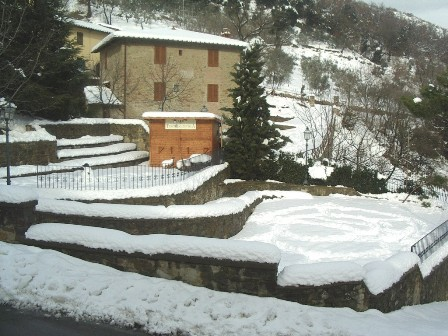
Piazza del Giaggiolo
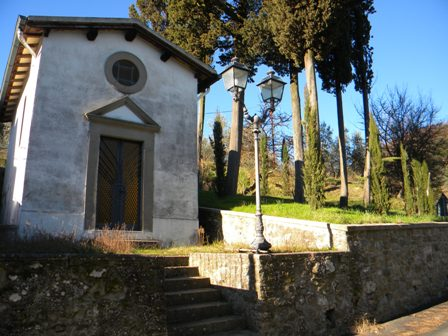
Cappella dei caduti
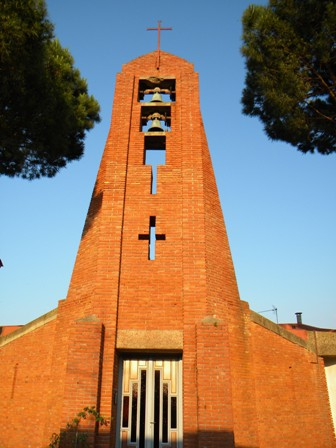
Chiesa
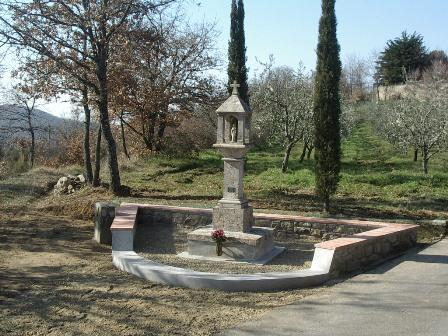
tabernacolo
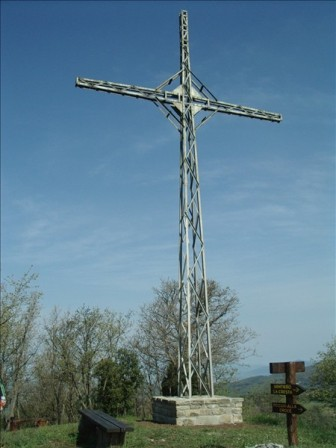
Citerna
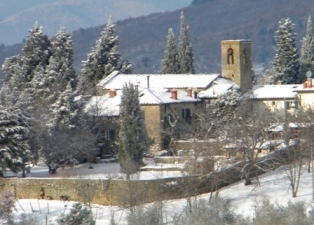
San Cerbone
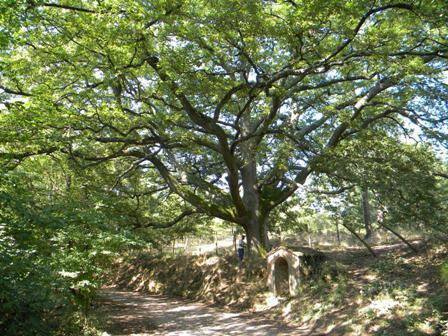
Cerro dalle cento braccia

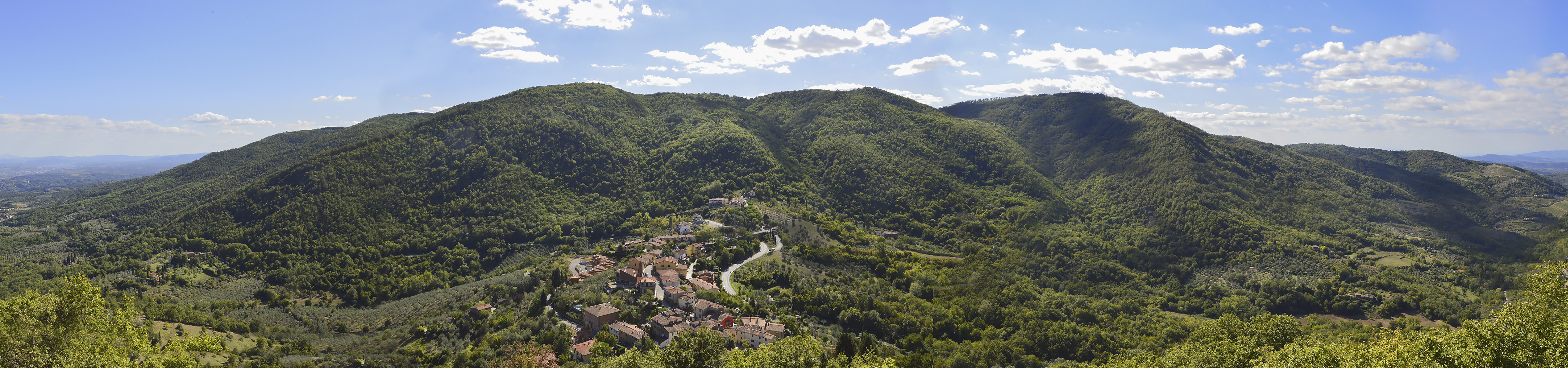
POGGIO ALLA CROCE

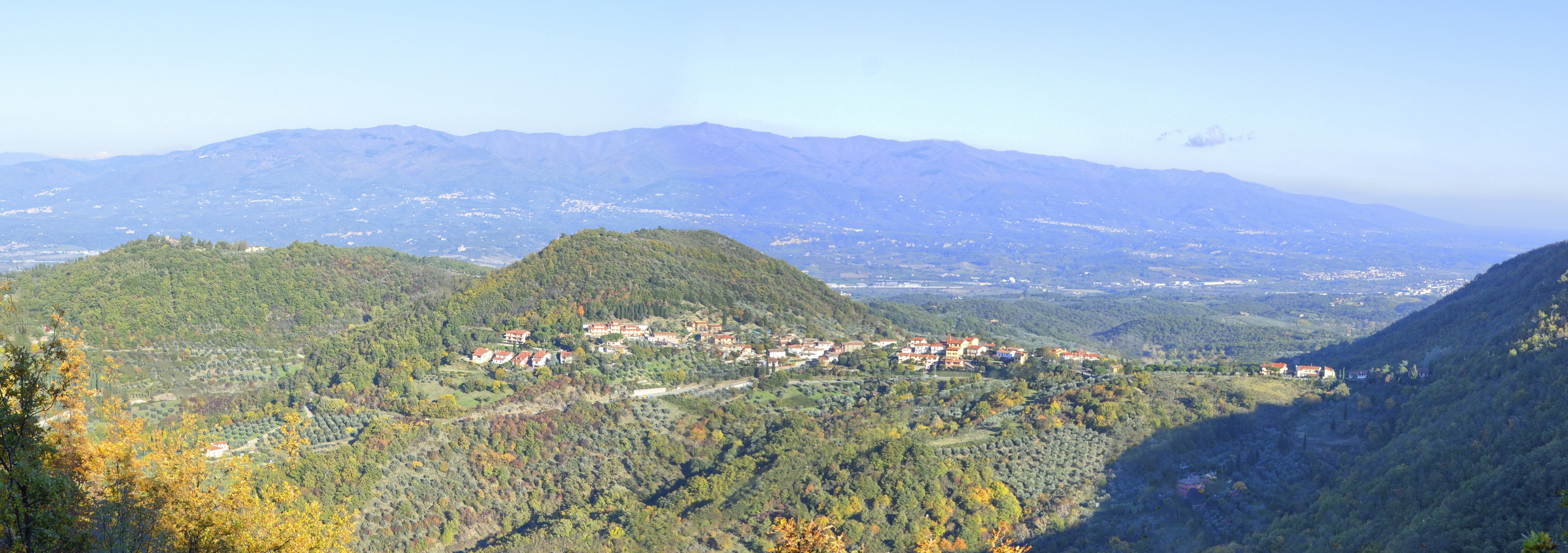
POGGIO ALLA CROCE